# Хара-Хужир
Хара-Хужир (рос. Хара-Хужир) — улус Окинського району, Бурятії Росії. Входить до складу Сільського поселення Орлицького.
Населення —  214 осіб (2015 рік). 